# Francesco Tozzoli
Francesco Tozzoli (Calitri, 22 settembre 1852 – Napoli, 15 gennaio 1893) è stato un politico italiano.
Nacque a Calitri da Giuseppe e Maria Agnese Tozzoli. Laureatosi in Legge nel 1876, frequentò con interesse i Circoli di studi giuridici e storici in Napoli e nel dicembre 1875 fu tra i soci promotori per la fondazione della Società di storia patria per le province napoletane. Sostenne con passione la candidatura politica di Francesco De Sanctis, nella campagna elettorale del 1874-75.
La mente sveglia, la fermezza ed onestà di carattere gli meritarono, ancora giovane, la fiducia dei concittadini, che l'elessero prima Consigliere Comunale, poi Sindaco. Nel 1890, fu eletto rappresentante al Consiglio Provinciale, per il mandamento di Aquilonia.
Il 6 novembre 1892, fu eletto Deputato al Parlamento ma dopo appena sessantanove giorni dall'elezione morì a Napoli.